# Teresa Melo
Teresa de la Caridad Melo Rodríguez (1961-2023) fue una periodista, poeta, ensayista, editora e intelectual cubana.
Teresa Melo fue una de las intelectuales destacadas de Cuba, calificada como "fue una de las voces líricas primordiales de la década de los ochenta". Su obra recibió varios premios entre los que destacan el Premio  Nicolás Guillén de Poesía, el premio la Puerta de Papel, el premio de la Crítica Literaria y  la Distinción por la Cultura Nacional, que otorga el Ministerio de Cultura de Cuba. Entre sus poemarios más reconocidos figuran El libro de Estefanía, El vino del error, Yo no quería ser reina y Las altas horas. Formó parte de la Unión de Escritores y Artistas de Cuba y fue miembro de Honor de la Asociación Hermanos Saíz.
Junto a la escritura, Teresa Melo, desarrolló una amplia labor de promoción de la edición literaria y la literatura. Fue responsable de la edición dela revista Cúpulas, del Instituto Superior de Arte, directora del Centro Provincial del Libro y la Literatura en Santiago de Cuba y directora de Ediciones Santiago y de editorial Oriente, así como promotora literaria de la Fundación Caguayo. Ha coordinado el Festival Internacional Poetas del Caribe y ha sido jurado de importantes certámenes literarios como Premio de la Ciudad de Santiago, Siete primeras villas, Botti, Premio de La Gaceta de Cuba, Premio Bienal de Literatura, Premio José María Heredia, Premio El Caimán Barbudo y Premio Nacional Nicolás Guillén.

## Biografía
Teresa Melo Rodríguez nació en Santiago de Cuba el 21 de octubre de 1961 se graduó en Literatura y Filosofía en la Universidad de La Habana
Miembro de la Unión Nacional de Escritores y Artistas de Cuba (UNEAC). Fue directora-editora de la revista Cúpulas del Instituto Superior de Arte (ISA)y miembro también del Consejo de redacción de la revista SiC de la Editorial Oriente, del Consejo Editorial de El Caimán Barbudo y de La Jiribilla y directora y editora de Ediciones Santiago.
Trabajó como jurado en numerosos premios, entre los que se encuentran: Loynaz, Revista Revolución y Cultura, Premio de la Ciudad de Santiago, Siete primeras villas, Botti, Premio de La Gaceta de Cuba, Premio Bienal de Literatura, Premio José María Heredia, Premio El Caimán Barbudo, Premio Nacional Nicolás Guillén.
Falleció el 30 de enero de 2023 en Santiago de Cuba, a los 61 años.

## Premios y reconocimientos
- Premio Jacques Roumain 1987 (Casa del Caribe, Santiago de Cuba)
- Mención Julián del Casal 1987 (La Habana, UNEAC)
- Premio Día de la Cultura Cubana 1987
- Mención David 1988 (La Habana, UNEAC)
- Premio de la Crítica 1999 por "El vino del error"
- Premio-Beca Dador 2000 del Instituto Cubano del Libro por el proyecto de poesía Las altas horas
- Premio Nacional Nicolás Guillén 2003
- Premio de la Crítica 2004, por el poemario Las altas horas
- Premio Integral La Rosa Blanca de la UNEAC 2004
- Distinción por la Cultura Nacional en el 2002
- Placa Heredia 2003
- Sello XX Aniversario de la AHS, de la cual es Miembro de Honor
- Beca de la UNESCO para el estudio de la poesía escrita por mujeres desde 1959 a la fecha
- Orden por la Cultura Nacional, reconocimiento que otorga el Consejo de Estado de la República de Cuba, en virtud de la creación a  favor de la identidad patria y a propuesta de la Asociación Hermanos Saíz (AHS) 18 de octubre de 2014
- Gran Premio La Puerta de Papel, por Yo no quería ser reina

## Obra
Entre sus publicaciones se encuentran los poemarios:
- Libro de Estefanía, Ediciones Caserón, 1990.
- El vino del error, Ediciones Unión, 1998.
- Yo no quería ser reina, Ediciones Santiago, 2001.
- El mundo de Daniela –poesía para niños–, Centro de Ediciones de Málaga, España, 2002; Ediciones Cauce, 2006.
- Las altas horas, Editorial Letras Cubanas, 2003; Ediciones Espiral Maior S L, Galicia, 2008.
- Yo no quería ser reina, Ediciones Santiago, 2021.

También publicó las plaquettes: Los poemas de Estefanía (Ediciones Vigía, Matanzas, 1988); El tiempo sólo engaña a los suicidas (Ediciones Hoguera Roja, AHS, Santiago de Cuba, 1989); Respirar en la oscuridad (Eds Vigía, 2005).
Es compiladora de las Antologías de poesía:
- "Mujer adentro", Ed. Oriente, 1999
- "Incesante rumor", Islas Canarias, 2002
- "Soy el amor, soy el verso. Selección de poesía de amor en lengua española", Ed. Oriente, 2004
- "Silvio: te debo esta canción", Eds Santiago, 2005
- "Para cantarle a una ciudad. Poemas a Santiago de Cuba", Eds Santiago, 2005
- "Estos otros argumentos. Poesía de Nancy Morejón", Eds Santiago, 2005
- "Algunas fatigas y fulgores. Poesía de Farruco Sesto", Eds Santiago, 2006

Su obra ha sido publicada, además, en numerosas antologías poéticas a nivel mundial y en diversos idiomas, en publicaciones seriadas y en revistas en internet.
Poemarios
- Libro de Estefanía (1990).
- El vino del error (1998, Premio de la Crítica).
- Yo no quería ser reina (2001).
- El mundo de Daniela (poesía para niños, 2002).
- Las altas horas (2003).

Antologó las selecciones de poesía
- Mujer adentro (2000)
- Incesante rumor (2002)
- Soy el amor, soy el verso.
- Selección de poesía de amor en lengua española (2004).

Sus textos aparecen, entre otras, en las antologías
- Ellos pisan el césped (1988)
- Poesía infiel (1989)
- Retrato de grupo (1989)
- Jugando a juegos prohibidos (1990)
- La isla entera (1995)
- Hermanos (1997)
- El turno y la transición. Poesía latinoamericana del siglo XXI (1997)
- Donde termina el cuerpo (1998)
- Mujer adentro (2000)
- La casa se mueve (2001)
- Incesante rumor (2002)
- Heridos por la luz (2003).[3]